# Hugyecz László
Hugyecz László Ede, olykor Hudec(z) László, külföldön gyakran mint László/Ladislaus/Ladislav Hudec (Besztercebánya, Osztrák–Magyar Monarchia, 1893. január 8. – Berkeley, Kalifornia, 1958. október 26.) magyar-szlovák építész. Igazi sikereit Sanghajban érte el.

## Élete
Édesanyja Skultéty Paula, édesapja, a közeli Felsőmicsinyén született Hugyecz György építészmérnök volt. Öt testvére született. A Budapesti Műszaki Egyetemen tanult 1911-től 1914-ig; diplomája megszerzése után a Magyar Királyi Építészkamara tagja lett.
1916-ban, az első világháború egy ütközetében lábsebesülést szenvedett, amikor is az orosz hadsereg kozák lovassága foglyul ejtette. Szibériába vitték, ahol – nyelv- és szakmai tudásának köszönhetően – hamarosan komoly építészeti munkákban vehetett részt, mivel akkor ott az orosz állam szakemberhiánnyal küszködött. 1917-ben hastífuszt kapott, másik lába is eltört, így egy 1918 májusában induló, a dán Vöröskereszt által indított hadirokkantvonatra került. A harcok miatt a szerelvény azonban hetekig vesztegelt a kínai határ közelében, így a már oroszul is beszélő Hugyecz néhány társával együtt elhagyta azt – egy hajtánnyal menekültek Északkelet-Mandzsúria fővárosa, Harbin felé. 
Hamis útlevelével Kínába vagy Japánba szóló menlevélhez jutott, 1918. október 26-án pedig megérkezett Sanghajba, ahol a dán misszió segítette. Hugyecz hamarosan elhelyezkedett a Rowling A. Curry amerikai építészirodánál, melynek egyetlen magyar tagja lett. A német, szlovák, magyar és orosz nyelvek után megtanult angolul és kínaiul is. Bár eredetileg az volt a terve, hogy hazatér Besztercebányára, de 1920-ra családja egész vagyonát elvesztette Csehszlovákiában. Édesapja meghalt, rokonai Budapestre költöztek. 1922-ben megnősült; felesége a német-angol Gisella Meyer lett. Miután az amerikai R. A. Curry építészeti irodájában megcsillogtatta nemcsak szaktudását, hanem tehetségét és művészi érzékét is, Hugyecz hamarosan Sanghaj építészeinek legmarkánsabb alakja lett, s 1925-ben önállósodott. Saját céget alapított L. E. Hudec név alatt, nevének szlovák alakját használva. Magyar állampolgárságát csak 1941-ben kapta meg. 1937-ig tartott önálló, legtermékenyebb időszaka. Két kisebbik testvérét, Magdát és Gézát kihívta magához.
1925-től 1941-ig mintegy 37, többségében még ma is álló és funkcionáló, nevezetes épületet tervezett Sanghaj városának (például a 22-emeletes Park Hotelt, amely az 1980-as évekig a város legmagasabb épülete és szimbóluma volt, a Sanghaji Nagyszínház épületét, a Joint Saving and Loan banképületét, a Baptista Kiadó és a Keresztény Irodalmi Társaság kombinált épületét, a posztmodern „Zöld Ház” épületsorát stb.). Építészeti stílusa az 1920-as években divatos eklektikus, neoklasszicista stílustól egészen a modern art-decóig fejlődött sanghaji, aktívan alkotó életszakaszában, 1918-tól 1945-ig. Hugyecz László – térítés nélkül – több vallási felekezet templomát is megtervezte Sanghajban.
Más adatösszesítés szerint 1918 és 1947 között több mint 50 projektben vett részt. amelyeken belül több mint 100 épületet tervezett Sanghajban. Ezek közül 31 épület mára megkapta a Sanghaj jelentős műemlék épülete címet.
1942-ben Magyarország tiszteletbeli konzulja lett Sanghajban. 1947-ben, a kommunista hatalomátvétel után kegyvesztett lett Kínában, menekülnie kellett. Őrzői lefizetésével, mindössze néhány bőrönddel menekült el. 1948 januárjában az SS President Polk fedélzetén családjával együtt elindult Európa felé.Svájcban, Luganóban telepedtek le. Onnan Hugyecz Rómába ment, ahol egy különleges feladatot kapott: a Szent Péter sírját kutató nemzetközi csoport tagja lett. Ez a munka alapvetően megváltoztatta életét: visszavonult az építészettől, és visszatért családjához Svájcba. Svájcból San Franciscóba települt át, s haláláig az Egyesült Államokban élt. 
Első kaliforniai házuk egy földrengés során a mélybe csúszott. Túlélték, mivel nem tartózkodtak otthon. Új házat építtetett, most már saját tervezésűt. A házépítés befejezésekor egy újabb földrengés során balesetet szenvedett, és a sokkhatás miatt szívinfarktust kapott; 1958-ban elhunyt. Besztercebányán helyezték örök nyugalomra.

## Park Szálloda – Sanghaj

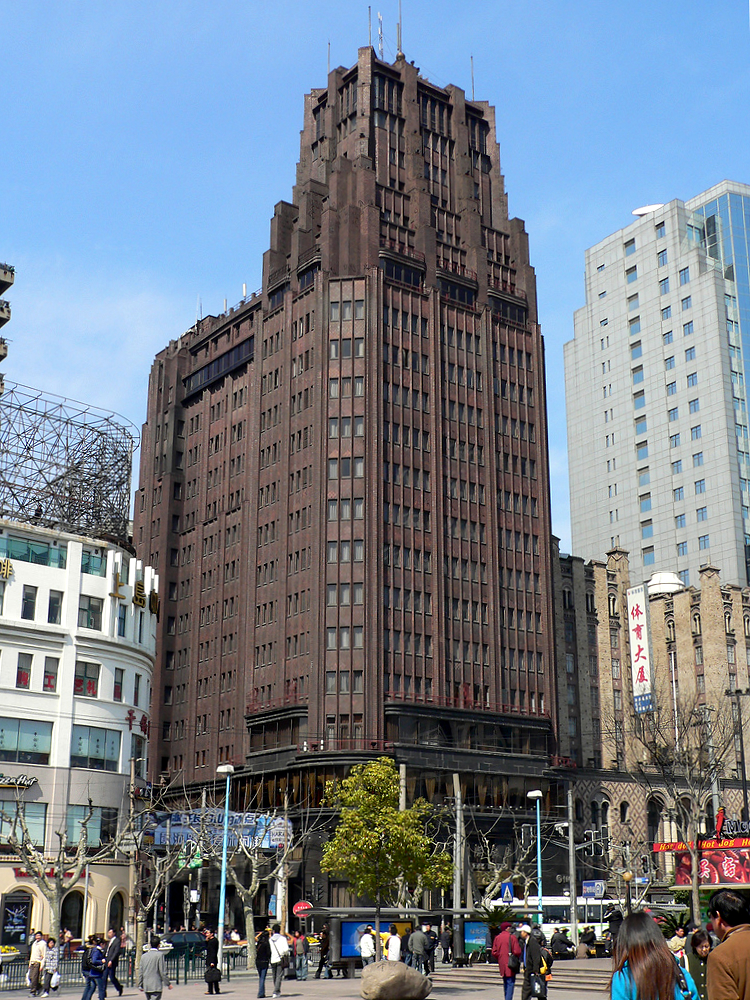
Park Szálloda – Sanghaj

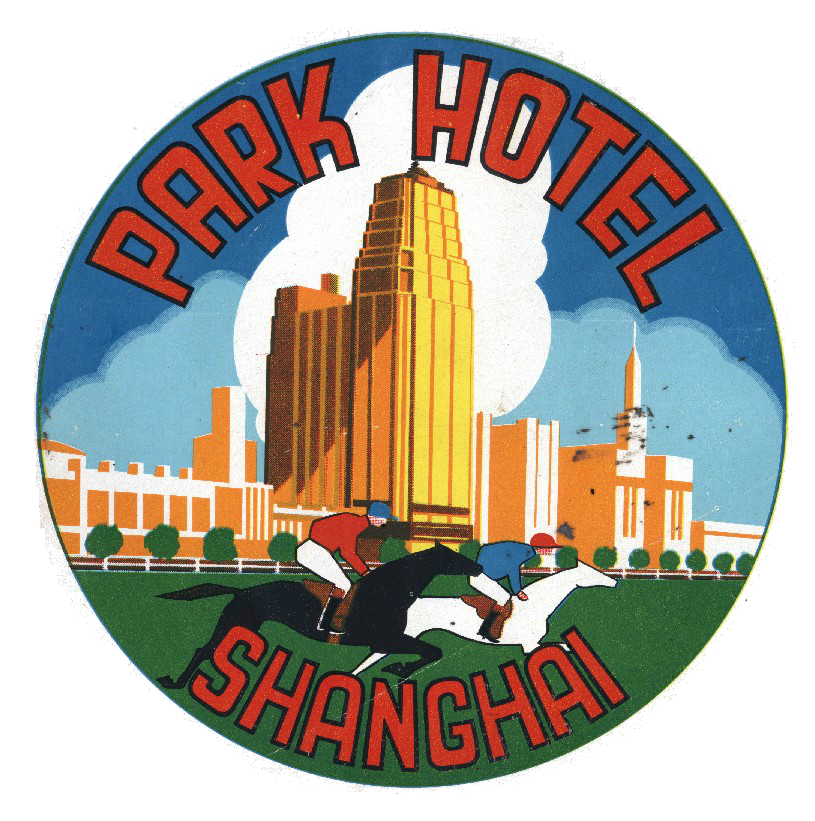
A Park Szálloda söralátétje az 1930-as évekből

A Park Szállodát (egyszerűsített kínai: 国际饭店; hagyományos kínai: 國際飯店; pinjin: Guójì Fàndìan; angolul: Park Hotel Shanghai) 1931 márciusában tervezte; építése 1934 decemberére fejeződött be. 1984-ig az egész Távol-Kelet legmagasabb épülete volt. 24 emeletével, hatalmas tömegével katedrálisként emelkedett ki Sanghaj épületei közül. Olyan szimbolikus épülete lett Sanghajnak, mint az Eiffel-torony Párizsnak. Korának legfejlettebb technikáját alkalmazta, a düsseldorfi acélgyárak termékét, króm-acél ötvözetét. I. M. Pei híres kínai építész akkor határozta el, hogy építész lesz, amikor gyerekként elsétált az épülő Park Szálloda előtt.

## Művei

### Sanghaj
- American Club

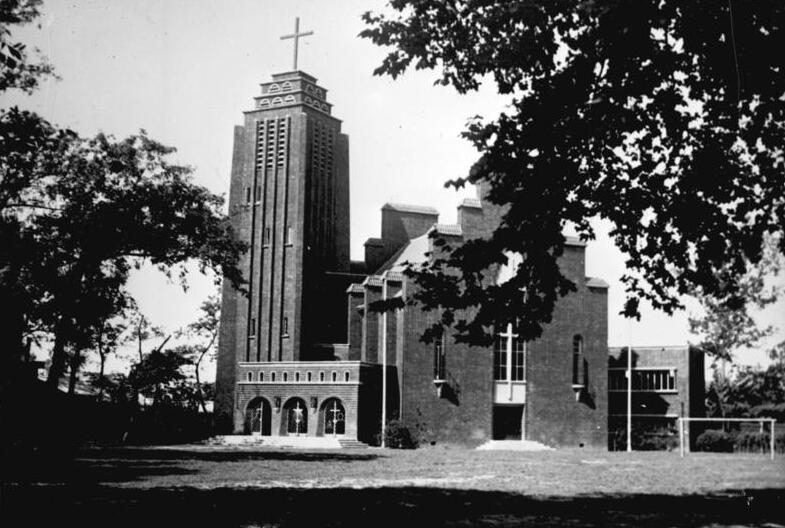
Német evangélikus templom, Sanghaj

- Auditorium for Italian O.N.D. Club
- Aurora University (several buildings)
- Avenue Apartment
- Burlington Apartment House
- Catholic Country Church
- Chapei Electricity & Waterworks Building
- Chapei (Zhabei) Power Station
- Chiao-Tung University Engineering Bldg
- China Baptist Building, offices
- China Baptist Publication Society
- China United Apartments
- Christian Literature Society
- Country Hospital
- Hubertus Court Apartments – now Dahua Hotel
- Estrella and other apartment houses on Avenue Joffre
- Garage of Park Hotel
- German Club
- German Church
- Grand Theatre
- House for D.V. Woo (Wu Tongwen)
- House of Chen (Rose) Dingzhen (Shanghai Writers' Association)
- House of F. Hoehnke
- House of Hudec, 17 Lucerne Rd
- House of Hudec, 57 Columbia Rd.
- House of V. Meyer
- Houses on Columbia Circle (Xinhua Lu)
- Lafayette Cinema
- Lafayette Theatre (?)
- Liberty Apartments
- Margaret Williams Hospital
- McTyeire School
- Moore Memorial Church (Mù'en Táng)
- Normandie apartments
- Park Hotel (Joint Savings Society Building)
- Paulun Hospital
- School – Aurora College for Women
- School – Laboratory for German School
- Shanghai Leather Factory
- The Joint Savings Society building on Sichuan Rd.
- The Mansion (Terrace House)
- Union Brewery

### Szlovákia
- Kápolna, Selmecbánya
- Kápolna, Vihnye

### Ukrajna
- Kápolna, Volhínia (elpusztult)

## Képtár

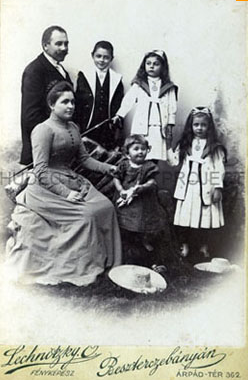
Hugyecz család – Besztercebánya
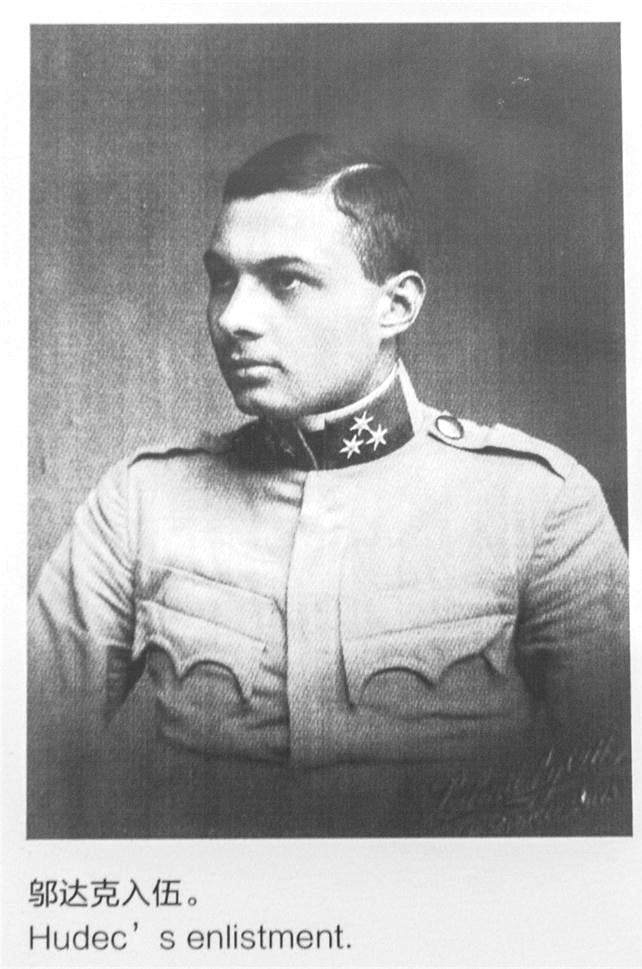
Hugyecz László – a magyar hadsereg önkéntese
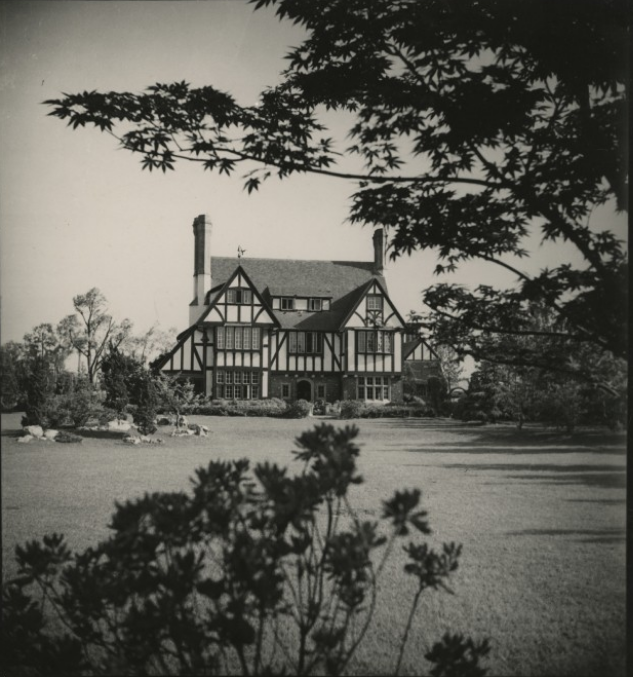
Hudec ház – Shanghaj
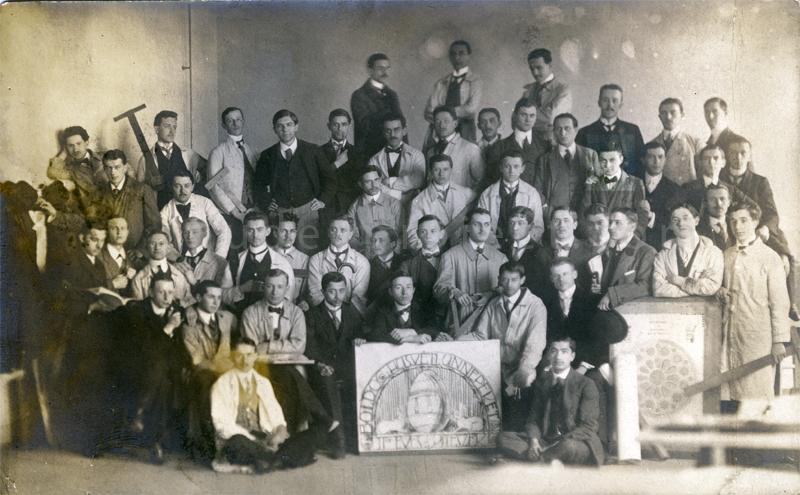
Hugyecz László – Királyi József Műegyetem
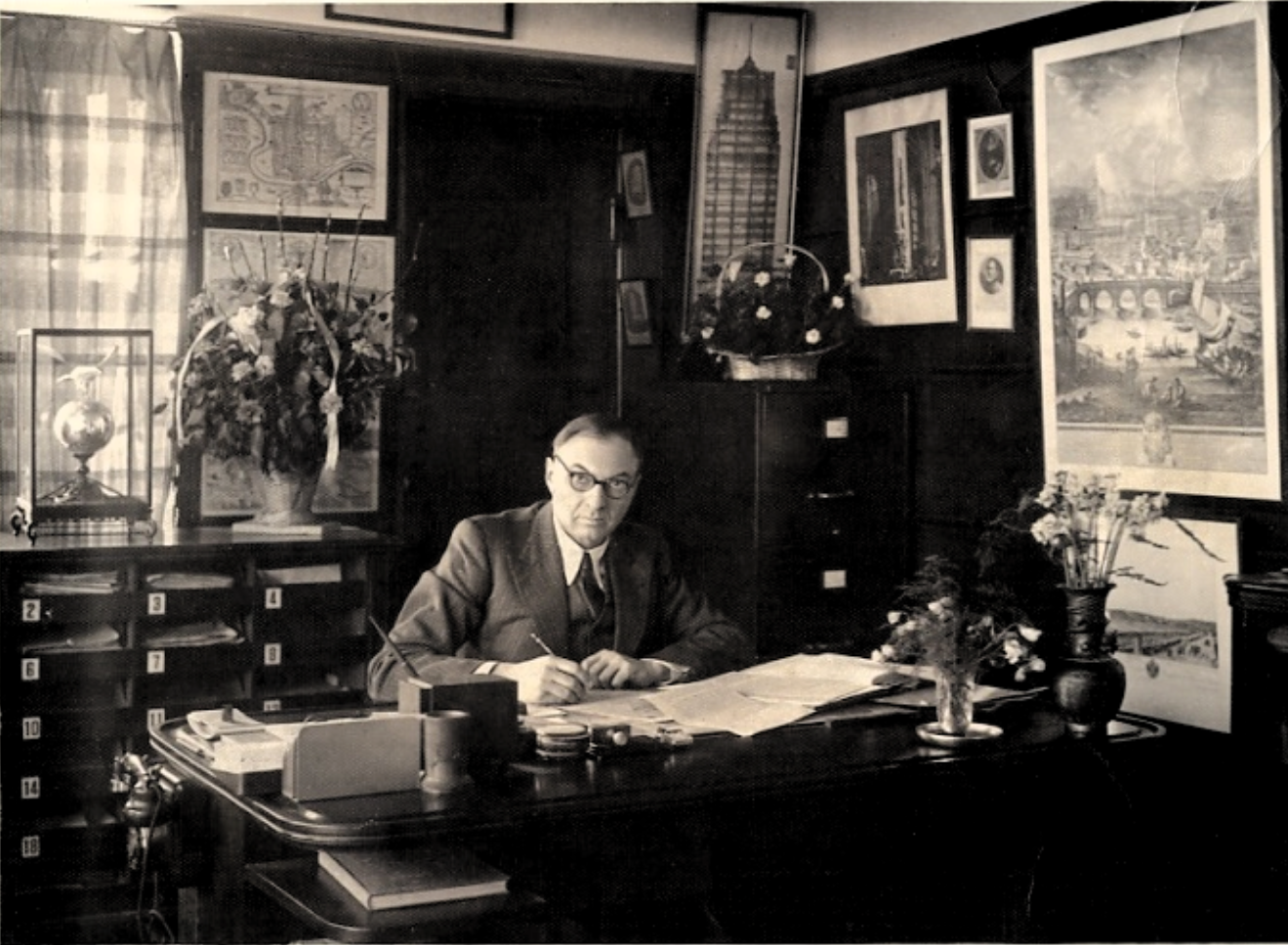
Hugyecz László – 1934 körül

## Emlékezete
A Hugyecz szellemi örökségét ápoló Hudec Heritage Project 2007 óta működik, melynek utódja a családtagok vezetésével működő Hudec Kulturális Alapítvány. A magyarországi családi hagyatékot feldolgozva dokumentumfilm és könyv készült, és kiállítást is rendeztek az anyagból.. 2008-ban, Hugyecz László születésének 115., halálának 50. évfordulóján megemlékeztek az építészről Sanghajban és Magyarországon is.
2014-ben egyetlen külföldi személyként beválasztották Sanghaj 99 klasszikus szimbóluma közé. 2017-ben a sanghaji magyar főkonzulátus számos helyi intézmény támogatásával nagyméretű, reprezentatív albumot adott ki helyi munkásságáról Nicky Almasy fotóival. 
2018-ban, születésének 125., Sanghajba érkezésének 100. és halálának 60. évfordulója alkalmából meghirdették a Hudec László-emlékévet. A magyar emlékév célja, hogy a hazai közönség is megismerje az építész kalandos életútját és Sanghaj mai arculatát is meghatározó épületeit.

### Filmek
- Egy magyar építész Sanghajból – Hudec László. (Csontos János filmje, 2009)
- The Life of László Hudec (r: Pigniczky Réka, 2010, 56films, magyar–angol, 26 perc)